# Джон Мікканен
Джон Мікканен (англ. John Mykkanen, 8 вересня 1966) — американський плавець.
Призер Олімпійських Ігор 1984 року.
Призер літньої Універсіади 1985 року.